# Mary M. Kaye
Mary Margaret (Molly) Kaye (* 21. August 1908 in Shimla, Indien; † 29. Januar 2004 in Lavenham) war eine britische Autorin, die ihre Kindheit in Indien verbracht hat. Weltweiten Erfolg errang Kaye durch ihren Bestseller Palast der Winde, der auch verfilmt wurde. Einige ihrer Werke veröffentlichte sie auch unter M. M. Kaye oder Mollie Kaye.

## Leben
Kaye war die Tochter von Cecil Kaye (1868–1935), einem Offizier der britischen Kolonialarmee und dessen Ehefrau Jane Margaret Beckett. Sie hatte noch zwei Geschwister. 1918 schickte man sie zum Schulbesuch nach England, eine Zeit, die sie ausnahmslos in einer Boarding School (Internat) verbrachte. Nach Abschluss ihrer Schulzeit kehrte Kaye 1926 wieder nach Indien zu ihrer Familie zurück. Als ihr Vater 1935 gestorben war, ging sie zusammen mit ihrer Mutter und einer ihrer Schwestern nach England zurück und ließ sich am Stadtrand von London nieder.
In dieser Zeit lagen auch die Anfänge von Kayes ersten Schreibversuchen. Ihr Roman Six bars at seven wurde nicht nur von den Lesern gelobt, sondern war auch ein finanzieller Erfolg. Mit dem Erlös konnte sie wieder zurück nach Indien gehen und dort bei ihrer Schwester Dorothy Elizabeth Pardey leben. Anlässlich eines Festes machte sie im Juni 1941 die Bekanntschaft des Offiziers Godfrey John Hamilton, den sie dann am 11. November 1945 heiratete.
Nach der Unabhängigkeit Indiens von Großbritannien wechselte ihr Ehemann, Major-General von der Kolonialarmee zur British Army. Kaye folgte daraufhin ihrem Mann u. a. nach Kenia, Sansibar, Ägypten, Zypern und Deutschland. Sie ließ eine Reihe von Kriminalromanen in den Ländern handeln, die sie auf diese Weise kennenlernte. Ihre Familiengeschichte war und blieb mit der Geschichte Indiens stark verwurzelt, was auch in ihren historischen Romanen zur Geltung kommt.

## Werke (Auswahl)
Autobiografie
- Share of Summer.

1. The Sun In The Morning. Penguin, London 1992, ISBN 0-14-013896-X (EA London 1980)
2. Golden Afternoon. Penguin, London 1998, ISBN 0-14-026320-9 (EA London 1997)
3. Enchanted Evening. Viking, London 1999, ISBN 0-670-88683-1.

Kinder- und Jugendbücher
- Gold Gorse Common. Collins, London 1945 (illustriert von Margaret Tempest)
- Animals’ vacation. A fable in which some animals take a vacation and discover some things about themselves. New York Graphic Society, Greenwich, Conn. 1954. (illustriert von der Autorin)
- The Ordinary Princess. London 1980.
  - Deutsch: Eine gewöhnliche Prinzessin. Ein Märchen. Fischer Taschenbuchverlag, Frankfurt/M. 1989, ISBN 3-596-28351-5 (übersetzt von Hans J. Schütz)
- Thistledown. Quartett Books, London 1981, ISBN 0-7043-2303-6 (illustriert von der Autorin)

Kriminalromane
- Death in Kashmir. Penguin, Harmondsworth 1984, ISBN 0-14-006407-9 (EA 1953 unter dem Titel Death Walked in Kashmir).
  - Deutsch: Vollmond über Kaschmir. 6. Auflage. Goldmann, München 1987, ISBN 3-442-06842-8 (übersetzt von Ursula Kopsch-Langhein)
- Death in Berlin. Penguin, Harmondsworth 1986, ISBN 0-14-006406-0 (EA 1955 unter dem Titel Death Walked in Berlin)
  - Deutsch: Die Spur führt nach Berlin. Goldmann, München 1988, ISBN 3-442-68352-1 (früher unter dem Titel Tod in Berlin, übersetzt von Rolf Seeler)
- Death in Cyprus. Penguin, Harmondsworth 1987, ISBN 0-14-006405-2 (EA 1956 unter dem Titel Death Walked in Cyprus)
  - Deutsch: Es geschah auf Zypern. Goldmann, München 1988, ISBN 3-442-66749-6 (übersetzt von Lola Humm-Sernau)
- Shadow of the Moon. London 1957.
  - Deutsch: Der Monsun hielt den Atem an. Krüger Verlag, Hamburg 1958 (übersetzt von Johanna Thomas)
  - Deutsch: Schatten über dem Mond. Econ Taschenbuchverlag, Düsseldorf 1992, ISBN 3-612-27009-5 (EA Düsseldorf 1981, übersetzt von Ilka Paradis)
- Death in Kenya. London 1983 (früher unter dem Titel Later Than You Think)
  - Deutsch: Die geheimnisvolle Farm (= Die Mitternachtsbücher, 59). Desch, München 1961 (übersetzt von Rosemarie Hundertmarck)
  - Deutsch: Später als du denkst. Deutscher Bücherbund, Stuttgart 1984 (übersetzt von Rosemarie Hundertmarck)
  - Deutsch: Tod in Kenia. Goldmann, München 1996, ISBN 3-442-05920-8 (übersetzt von Rosemarie Hundertmarck)
- Death in Zanzibar. London 1983 (früher unter dem Titel The House of Shade)
  - Deutsch: Der Schatz von Sansibar (= Die Mitternachtsbücher, 91). Desch, München 1961 (übersetzt von Rosemarie Kahn-Ackermann)
  - Deutsch: Tod in Sansibar. Goldmann, München 1995, ISBN 3-442-05885-6 (übersetzt von Rosemarie Hundertmarck)
- Death in the Andamans. London 1985 (früher unter dem Titel Night on the Island)
  - Deutsch: Die Insel des Schreckens (= Die Mitternachtsbücher, 68). Desch, München 1961 (übersetzt von Paul Baudisch)
  - Deutsch: Nacht über den Inseln. Goldmann, München 1988, ISBN 3-442-09106-3 (übersetzt von Helga August).
  - Deutsch: Tod auf den Andamanen. Weltbild Verlag, Augsburg 2005, ISBN 3-89897-287-9 (übersetzt von Marie Henriksen)

Romane
- Six Bars at Seven (= First noverl library, 96). London 1940 (als Mollie Kaye)
- Strange Island (= Seri Novel). Bombay 1944  (als Mollie Kaye)
- Trade Wind. London 1963.
  - Deutsch: Insel im Sturm. Krüber Verlag, Frankfurt/M. 1982, ISBN 3-8105-1032-7 (EA Frankfurt/M. 1963, übersetzt von Mechtild Sandberg)
- The Far Pavilions. London 1978.
  - Deutsch: Palast der Winde. Fischer Taschenbuchverlag, Frankfurt/M. 2011, ISBN 978-3-596-28119-0 (übersetzt von Emil Bastuk).

Sammlungen
- Murder abroad. Penguin, London 1992, ISBN 0-14-017269-6
Inhalt: „Death in Berlin“, „Death in Cyprus“ und „Death in Kenya“.
- Three complete novels. Wing Books, New York 1994, ISBN 0-517-10024-X
Inhalt: „Death in Kenya“, „Death in Zansibar“ und „Death in Cyprus“.